# Otello
Otello é uma ópera em quatro atos do compositor italiano Giuseppe Verdi, com libreto de Arrigo Boito, baseado na peça Othello, the Moor of Venice ("Otelo, o mouro de Veneza"), do dramaturgo inglês William Shakespeare. Foi a penúltima ópera de Verdi, e é considerada por muitos a sua maior tragédia. Sua estreia se deu no Teatro alla Scala, de Milão, em 5 de fevereiro de 1887. A obra tem como cenário a ilha de Chipre no final do século XV.

## Composição
Verdi decidiu que era a hora de encerrar sua carreira bem-sucedida como compositor de óperas. Embora fosse sem sombra de dúvida o compositor mais popular e, possivelmente, o mais rico da Itália na época, Verdi - da mesma maneira que Gioachino Rossini havia feito depois de terminar o seu Guilherme Tell - decidiu se aposentar da composição operística.
Devido à imensa popularidade da música de Verdi na década de 1870, a aposentadoria do compositor parecia, para o editor de suas obras, Giulio Ricordi, um desperdício tanto de talento como de possíveis lucros. Assim, uma espécie de trama foi montada para persuadir o compositor a desistir de sua aposentadoria e compor uma nova ópera. Devido à importância que ele dava para os aspectos dramáticos da ópera, Verdi era especialmente seletivo com seus libretos; consequentemente, sabia-se que ele apenas aceitaria criar uma nova ópera após quase uma década de afastamento se o libreto fosse de tal qualidade que capturasse o seu interesse. Verdi era conhecido como um admirador das obras dramáticas de Shakespeare e tinha, ao longo de sua carreira, desejado criar uma ópera baseada numa de suas peças; no entanto, sua única tentativa de fazê-lo, Macbeth, de 1847, foi um relativo fracasso. Devido à sua história relativamente linear, a peça Othello foi escolhida como possível alvo.
Finalmente Ricordi, juntamente com um amigo de Verdi, o maestro Franco Faccio, introduziu de maneira sutil a ideia de uma nova ópera para o compositor. Durante um jantar na residência de Verdi, em Milão, no verão de 1879, Ricordi e Faccio guiaram a conversa em direção à peça de Shakespeare, e ao libretista Arrigo Boito (que Ricordi alegava ser um grande fã da peça também). Sugestões foram feitas, apesar de um ceticismo inicial da parte do compositor, de que Boito estaria interessado em criar um novo libreto baseado na peça. Alguns dias depois, Boito foi trazido para encontrar-se com Verdi, e apresentar-lhe um esboço de libreto para uma ópera baseada no Othello. Verdi, no entanto, ainda sustentando que sua carreira havia terminado com a composição de Aida, fez pouco progresso no trabalho. Ainda assim, as suas colaborações com Boito na revisão de sua antiga ópera, Simon Boccanegra, o ajudaram a convencer-se da extraordinária habilidade de Boito como libretista. Iniciou-se então, finalmente, a produção da ópera, que Verdi chamou inicialmente de Iago.
À medida que o público italiano se apercebeu de que o "aposentado" Verdi estava compondo outra ópera, surgiram diversos rumores sobre a obra. Muitos dos mais ilustres regentes, cantores e administradores de casas de concerto começaram a disputar a oportunidade de fazer parte da sua estreia, não obstante o fato de que Faccio e o La Scala de Milão já haviam sido escolhidos como o regente e o palco da primeira performance. Os dois protagonistas masculinos já haviam também sido escolhidos: o principal tenor dramático da Itália, Francesco Tamagno, cantaria Otello, enquanto o estimado cantor e ator francês Victor Maurel faria o papel do barítono vilanesco de Iago.
Com a finalização da ópera, os preparos para as performances iniciais foram realizados em segredo absoluto, e Verdi reservou-se o direito de cancelar a estreia até o último minuto. O compositor, no entanto, não tinha motivos para se preocupar; a estreia de Otello se provou um sucesso estrondoso, e o entusiasmo da plateia por Verdi foi mostrada pelas vinte vezes que o compositor teve de retornar ao palco ao fim da ópera, em meio aos aplausos. Encenações de Otello logo foram exibidas nos principais teatros da Europa e da América.

## Personagens
| Otello, (É o governador mouro de Chipre e general do exército veneziano)                                    |
| Desdêmona, (Esposa de Otello e é muito apaixonada por ele)                                                  |
| Emília, (A esposa de Yago e uma das damas de companhia de Desdêmona)                                        |
| Cássio, (Amigo e subalterno de Otello. Ele acaba de ser promovido por Otello ao posto de tenente)           |
| Rodrigo, (Um cavalheiro veneziano que está apaixonado por Desdêmona)                                        |
| Iago, (O guarda-marinha de Otello. Ele é astuto, inteligente e diabólico e está disposto a destruir Otello) |
| Montano, (O ex-governador da Ilha de Chipre)                                                                |
| Lodovico, (O embaixador veneziano)                                                                          |

## Sinopse

### Ato I
Ilha de Chipre, finais do século XV.
Junto ao porto de Chipre, uma multidão espera a chegada de Otello, governador da cidade, que regressa vitorioso de uma batalha contra os turcos. Estala uma violenta tempestade e o povo teme que o barco, já à vista, naufrague.
Entre a multidão estão os oficiais Yago, Cassio e Montano e o veneziano Rodrigo. A tempestade abranda e o navio, finalmente, atraca. Otello chega exultante e antes de entrar no castelo convida todos a comemorar pois o inimigo foi derrotado.
Rodrigo confessa a Yago que está apaixonado por Desdémona, a mulher de Otello, uma vez que Yago lhe disse que odeia Otello e inveja Cassio, a quem Otello deu um novo cargo em detrimento de Yago.
A multidão canta e dança em volta de uma fogueira.
Yago inicia um brinde e trata de embebedar Cassio, incitando-o para uma luta.
Provocado por Rodrigo, Cassio pega na espada e no tumulto fere Montano.
Yago envia Rodrigo para contar a Otello, o sucedido. Otello aparece, impõe a sua autoridade, faz com que se embainhem as espadas e destitui de posto, Cassio.
A primeira parte do plano de Yago, o descrédito de Cassio, cumpriu-se. Desdémona, que acompanhava Otello, e nada disse até todos se irem, fica a sós com o marido.
Entoam um dueto de amor em que relembram os felizes tempos passados. E voltam ao castelo.

### Ato II
Num salão do castelo
Yago trata de fazer crer a Cassio que o quer ajudar a recuperar o favor de Otello e aconselha-o que peça a Desdémona, que interceda por ele diante do marido. Quando Cassio sai, Yago manifesta que parte da sua trama consiste em “semear” no coração de Otello, os ciúmes em torno da esposa e Cassio.
Yago declama então o seu próprio "credo", assinalando crer num Deus cruel que o fez semelhante a ele. Cassio e Desdémona conversam. Yago, que os vigia, vê chegar Otello e e começa a falar alto para que chegue aos ouvidos dele. Depois, subtilmente, “acende” os ciúmes de Otello sob pretexto de o prevenir contra o que chama “monstro de olhos verdes”.
Marinheiros, mulheres e crianças, oferecem uma serenata a Desdémona, que está agora no jardim.
Ao contemplar a cena, as dúvidas de Otello dissipam-se, mas voltam a surgir quando a esposa intercede a favor de Cassio. As suas bruscas maneiras fazem pensar a Desdémona que Otello não se encontra bem, e aproxima-se para lhe passar um lenço pela fronte.
Otello afasta-a e o lenço cai no chão, sendo recolhido por Emilia, a dama de companhia de Desdémona.
Emilia acede ao pedido de Yago - que lhe entregue o lenço a troco de uma recompensa.
Quando as mulheres se vão, Otello é uma presa de ciumentas dúvidas e de uma amarga paz de espírito. Tal é o seu ânimo que pede a Yago que dê provas cabais da traição de Desdémona. Yago então diz-lhe, que há umas noites, Cassio falou a sonhar, dizendo ser o amante de Desdémona.
E para o confirmar, diz a Otello que peça à esposa um determinado lenço.
Otello recorda que, com efeito, Desdémona tem um que corresponde à descrição. Yago assegura que esse lenço está agora em poder de Cassio (na realidade quem o tem agora é o próprio Yago).
Para Otello essa é uma prova insofismável da traição de Desdémona. Os dois homens juram vingança.

### Ato III
No grande salão do castelo
Aguardam-se uns mensageiros de Veneza.
Quando Desdémona aparece, Yago adverte Otello para que esteja vigilante, e depois sai.
A conversa de Otello com a sua mulher é calma, mas quando Desdémona lhe fala de novo em favor de Cassio, não obtém resposta.
Otello em troca, diz-lhe que quer ver um lenço que lhe ofereceu.
Ela responde que está nos seus aposentos, e volta a interceder por Cassio. Otello, então, acusa-a de infidelidade, o que ela nega rotundamente. Ele ordena-lhe que saia dali, acusando-a de cortesã. Uma vez só, Otello manifesta a sua dor e angústia.
Volta Yago, seguido de Cassio. Otello esconde-se antes de que estes apareçam. Inicia-se uma conversa, que Yago leva até às aventuras amorosas de Cassio.
Otello trata de escutar, mas Yago procura maneira de que só cheguem a ele, frases que poderiam ser aplicadas a Desdémona.
Otello, manifesta dolorosos sentimentos que se acentuam quando Cassio mostra o lenço de Desdémona, que encontrou em casa, sem saber quem o lá pôs.
Chegam os mensageiros venezianos. Antes da sua entrada, Otello encarrega Yago de arranjar uma poção para envenenar Desdémona. Mas Yago diz-lhe que o melhor seria sufocá-la na cama e, ao mesmo tempo, oferece-se para matar Cassio.
Como recompensa de tudo isto, Otello nomeia Yago seu lugar-tenente. A multidão aclama Otello, que recebe uma mensagem, em que o Duque de Veneza lhe pede voltar a esta cidade, deixando Cassio como Governador de Chipre.
Furioso, Otello atira Desdémona ao chão, na presença de todos. Ela fala-lhe pateticamente e, ante a situação, todos expressam os seus sentimentos destacando-se a alegria de Yago pelo triunfo do seu plano. Em transe, Otello cheio de fúria, amaldiçoa Desdémona.
Agora, só com Yago, Otello desfalece. Enquanto lá fora a multidão canta em honra dele, o “León de Veneza”, Yago olha com desprezo a figura inerte de Otello e exclama: – “Aqui está o leão”.

### Ato IV
No seu dormitório, Desdémona conversa tristemente com Emilia, recordando uma triste canção que aprendeu com uma criada da sua mãe.
Quando Emilia sai, Desdémona, cheia de tristes pressentimentos, dirige-lhe um adeus muito sentido.
Já só, ela canta de joelhos a "Ave Maria", e quando termina estende-se na cama. Entra Otello, olha a sua esposa adormecida, apaga a vela, avança até à cama e beija-a três vezes.
Então ela acorda e Otello pergunta-lhe se pediu perdão a Deus pelos seus pecados e volta a acusá-la de tê-lo atraiçoado com Cassio.
Desdémona nega uma vez mais, mas Otello assegura-lhe que nada poderá salvá-la.
E depois de lhe negar um instante que ela pede para rezar, sufoca-a com uma almofada.
Aparece Emilia e diz a Otello que Cassio matou Rodrigo, que o havia atacado.
Horrorizada ao descobrir o corpo de Desdémona nos seus últimos momentos, Emilia pede socorro e aparecem Cassio e outros cortesãos.
Emilia revela o complot de Yago, e este foge, perseguido pelos soldados. Otello, arrependido pela monstruosa injustiça que acaba de cometer com Desdémona, enterra um punhal no seu corpo, beija Desdémona última vez e morre.